# Hraniční vrch
Der Hraniční vrch (deutsch Hantschberg) ist ein bewaldeter Berg in Mikulášovice mit einer Höhe von 522 m.

## Lage und Geschichte
Der Hraniční vrch gehört zum Lausitzer  Bergland (tschechisch Šluknovská pahorkatina) und ist der neunthöchste Gipfel im tschechischen Teil. Im Grundgestein dominieren Lausitzer Granodiorit und Zeidler Granit, die beide zahlreiche Porphyre bilden. Der vorherrschende Bodentyp ist Cambisol. Der Berg liegt im Einzugsgebiet der Sebnitz (die Nordflanke) und der Kirnitzsch (die Südflanke) und entwässert über die Elbe in die Nordsee. Der größte Teil des Berges ist bewaldet, die vorherrschende Fichtenmonokultur war nach 2018 stark vom Borkenkäfer befallen. Die durchschnittliche Jahrestemperatur wird auf 6 °C und der durchschnittliche Jahresniederschlag auf 800 bis 900 mm geschätzt. Der größte Teil des Hantschberges liegt im Landschaftsschutzgebiet Elbsandsteingebirge.
Hantschberg ist seit dem Mittelalter ein lokal wichtige Kreuzung von Hinterhermsdorfer Straße, Kalkstraße und Diebstraße. Die Hinterhermsdorfer Straße (in Sachsen Alte Nixdorfer Straße), welche Mikulášovice und das sächsisches Dorf Hinterhermsdorf verband, war Teil der Handelsstraße „Böhmische Straße“ (→ Böhmischer Steig). Neben dieser Straße wurde 1858 ein gusseisernes Kreuz mit Steinsockel errichtet. Das vormals Hantschbergkreuz oder Hantschkreuz benannte Artefakt wurde 2018 vom Verein Nixdorf repariert. Im Jahr 1900 wurde westlich vom Gipfel das Ausflugsrestaurant „Antonital“ eröffnet und 1904 das „Gasthaus Hantschberg“ mit Aussichtsterrasse. In den 1920er und 30er Jahren fand eine Markierung touristischer Wege durch ortsansässige Wandervereine in der Region statt. In der Zeit entstanden die drei Rautenwege, wovon der Westliche Rautenweg über den Hantschberg führte. Als Folge des Zweiten Weltkrieges wurde der grenznahe Bereich zum Sperrgebiet erklärt und die Wege konnten nicht mehr begangen werden. Nach 1990 belebte der Klub českých turistů die Ausweisung von Wanderwegen neu. Die blau markierte Touristenroute führt über den Diebstraße, der gelb markierte Wander- und Radweg führt zum Grenzübergang. Der Grenzübergang nach Hinterhermsdorf wurde 1996 wieder für Fußgänger und Radfahrer geöffnet.